# تاورانو
تاورانو (به ایتالیایی: Taurano) یک کومونه در ایتالیا است که در استان آولینو واقع شده‌است.

## خصوصیات
تاورانو ۹ کیلومترمربع مساحت و ۱٬۵۳۸ نفر جمعیت دارد و ۳۰۰ متر بالاتر از سطح دریا واقع شده‌است.